# Alan Brazil
Alan Bernard Brazil (Glasgow, 1959. június 15. –) skót válogatott labdarúgó. 

## Pályafutása

### Klubcsapatban
Glasgowban született. 1977 és 1983 között az Ipswich Town csapatában játszott, de 1978-ban kölcsönben szerepelt az amerikai Detroit Expressben. 1978-ban FA.kupát, 1981-ben UEFA-kupát nyert az Ipswich tagjaként. Az 1983–84-es idényben a Tottenhamet erősítette és megnyerte az UEFA-kupát. 1984 és 1986 között a Manchester United játékosa volt. 1986-ban a Coventry City, az 1986–87-es szezonban a QPR csapatában játszott. 1987-ben Ausztráliába költözött, ahol a Wollongong City játékosa volt egy évig. 1988-ban Svájcba szerződött az FC Baden együtteséhez, ahol egy évig játszott. 1989-ben fejezte be az aktív játékot. 

### A válogatottban
1980 és 1983 között 13 alkalommal szerepelt a skót válogatottban és 1 gólt szerzett. 1980. május 28-án egy Lengyelország elleni mérkőzésen mutatkozott be. Részt vett az 1982-es világbajnokságon, ahol pályára lépett az Új-Zéland és a Szovjetunió elleni csoportmérkőzésen. Brazília ellen nem kapott lehetőséget.

## Sikerei, díjai
Ipswich Town
- Angol kupagyőztes (1): 1977–78
- UEFA-kupa győztes (1): 1980–81

Tottenham
- UEFA-kupa győztes (1): 1983–84

Manchester United
- Angol kupagyőztes (1): 1984–85